# یواس‌اس پراکیون (ای‌اف-۶۱)
یواس‌اس پراکیون (ای‌اف-۶۱) (به انگلیسی: USS Procyon (AF-61)) یک کشتی بود که طول آن ۴۶۰ فوت (۱۴۰ متر) بود. این کشتی در سال ۱۹۴۲ ساخته شد.